# ジカルボン酸
ジカルボン酸（ジカルボンさん、dicarboxylic acid）は、2つのカルボキシ基をもつ有機化合物のことである。ジカルボン酸の分子式は HOOC−R−COOH と書くことができる（Rはアルカン、アルケン、アルキンなどから誘導される2価の置換基）。ジカルボン酸はナイロンやポリエチレンテレフタラートのような高分子の共重合に使われる。

## 性質
一般にジカルボン酸は、モノカルボン酸と同じような化学的性質や反応性を示す。しかし、ひとつのカルボキシル基がイオン化すると、もうひとつカルボキシル基のイオン化は比較的起こりにくくなる。これは、生成するカルボキシラートイオンどうしの静電気的な反発によるものである。また、構造上2つのカルボキシル基が接近している場合は分子内脱水縮合反応を起こし、環状のカルボン酸無水物をつくる。

## 主なジカルボン酸
| 慣用名       | IUPAC名                              | 示性式                                   | 構造式 |
| ------------ | ------------------------------------ | ---------------------------------------- | ------ |
| シュウ酸     | エタン二酸                           | {\displaystyle {\ce {HOOC-COOH}}}        |        |
| マロン酸     | プロパン二酸                         | {\displaystyle {\ce {HOOC-CH2-COOH}}}    |        |
| コハク酸     | ブタン二酸                           | {\displaystyle {\ce {HOOC-(CH2)2-COOH}}} |        |
| グルタル酸   | ペンタン二酸                         | {\displaystyle {\ce {HOOC-(CH2)3-COOH}}} |        |
| アジピン酸   | ヘキサン二酸                         | {\displaystyle {\ce {HOOC-(CH2)4-COOH}}} |        |
| ピメリン酸   | ヘプタン二酸                         | {\displaystyle {\ce {HOOC-(CH2)5-COOH}}} |        |
| スベリン酸   | オクタン二酸                         | {\displaystyle {\ce {HOOC-(CH2)6-COOH}}} |        |
| アゼライン酸 | ノナン二酸                           | {\displaystyle {\ce {HOOC-(CH2)7-COOH}}} |        |
| セバシン酸   | デカン二酸                           | {\displaystyle {\ce {HOOC-(CH2)8-COOH}}} |        |
| フタル酸     | ベンゼン-1,2-ジカルボン酸 o-フタル酸 | {\displaystyle {\ce {C6H4(COOH)2}}}      |        |
| イソフタル酸 | ベンゼン-1,3-ジカルボン酸 m-フタル酸 | {\displaystyle {\ce {C6H4(COOH)2}}}      |        |
| テレフタル酸 | ベンゼン-1,4-ジカルボン酸 p-フタル酸 | {\displaystyle {\ce {C6H4(COOH)2}}}      |        |